# Хомбусь-Батирево
Хомбу́сь-Ба́тирево (рос. Хомбусь-Батырево, чув. Хумпуç Патăрьел) — село у складі Ібресинського району Чувашії, Росія. Входить до складу Чувасько-Тім'яського сільського поселення.
Населення — 311 осіб (2010; 353 у 2002).
Національний склад:
- чуваші — 97 %